# 重子數減去輕子數的差
在粒子物理學中，重子數減去輕子數的差，顧名思義，就是一個粒子或系統中，重子數減去輕子數之後所得的量子數，而這量子數又記做{\displaystyle ~B-L~}。

## 細節
在一些大統一理論中，這個量子數是一種整體/規範場的U(1)對稱，而這種對稱一般記做U(1)B−L。跟單獨的重子數或單獨的輕子數不同的是，在這種對稱性是整體性的狀況之下，這種假想的對稱性不會因為手徵性異常（chiral anomaly）或重力異常（gravitational anomaly）而受到破壞，而這也是為何這種對稱性常被提出的原因。
在{\displaystyle ~B-L~}作為一種對稱存在的狀況下，若翹翹板機制成立，那{\displaystyle ~B-L~}就必須出現自發對稱破缺以賦予中微子大於零的質量。
可能導致重子數守恆及輕子數守恆受破壞的微扰反常，會透過{\displaystyle ~B-L~}總是守恆這點彼此相抵，一個猜想的例子是質子衰變，在其中質子（{\displaystyle \,B=1\,,~L=0\,}）會衰變成一顆π介子跟一顆正子。
{\displaystyle Y_{\text{W}}}這種弱超荷與{\displaystyle ~B-L~}透過以下關係式產生關連：
{\displaystyle X+2\,Y_{\text{W}}=5\,(B-L),~}
在此式中，X荷是一個守恆的量子數，而這量子數與大統一理論中的整體U(1)對稱相關聯。